# Santiago antiguo
Santiago antiguo es una película chilena de cine mudo en blanco y negro, dirigida por Manuel Domínguez Cerda y estrenada en Chile el 14 de octubre de 1915.

## Argumento
Una vieja dama ojea el "Álbum de Santiago antiguo" de Editorial Zig-Zag. Al consultarle sus nietos por el origen de las imágenes, la abuela recordará las costumbres del Chile colonial y de la Independencia. 

## Origen
El cortometraje Santiago Antiguo nació de una serie de cuadros costumbristas ("El Estrado", "El Tajamar" y "El Sarao") que fueron presentados en 1914, en el Teatro Municipal de Santiago. Dirigidas por Ramón Subercaseaux Vicuña y su hijo Pedro, a cargo de un elenco integrado por miembros de la élite de la época, las representaciones tuvieron tanto éxito, que se propuso crear una versión cinematográfica. El proyecto fílmico se concretó bajo la dirección de Manuel Domínguez, con la colaboración del operador italiano Salvador Giambastiani (1885-1921).

## Producción
Para realizar la película, Domínguez fundó la compañía cinematográfica The Chile Film Co. Como confesó a la revista Zig-Zag, esta no resultó una labor simple, pues debió lidiar con varias dificultades: la falta de personal técnico capacitado -que obligó a contratar a un operador extranjero-, la escasez de actores dedicados al cine y la inexistencia de instalaciones adecuadas, como las que poseían los grandes estudios en Europa y en Estados Unidos.
Previo a la grabación, los actores se reunieron a ensayar en el Teatro Unión Central; la filmación tuvo lugar en el Club Hípico de Santiago, donde se preparó un set ambientado con telones. Con el mismo propósito, se fotografiaron varios edificios coloniales, como el trozo restante del Tajamar, la casa del Conde de la Conquista, el claustro viejo de San Francisco, la pirámide de la calle de San Pablo y el antiguo pórtico de la posada de Santo Domingo, además de una gran cantidad de objetos, reliquias y muebles de la época (uniformes, armas y banderas del Museo Histórico Nacional) que se proyectaron intercalados en la cinta. Según indicó Domínguez en su entrevista, producir la película de 1.500 metros y un minuto de duración costó más de 10 mil pesos de la época.

## Estreno
Se estrenó el 14 de octubre de 1915 en el Teatro Unión Central, ante una selecta concurrencia. A continuación se proyectó en el Teatro Dieciocho, para luego recorrer las principales ciudades del país, antes de seguir a Lima y a Buenos Aires, California y España. La película recibió numerosos elogios de parte de la prensa de la época, que destacó su enfoque histórico.